# Electronic body music
Electronic body music (EBM) is een elektronisch muziekgenre gekenmerkt door een machinale beat en een duistere sfeer.

## Kenmerken
EBM is een elektronisch muziekgenre dat ontstaan is in de vroege jaren 80 van de 20e eeuw. Muzikaal kenmerkt Electronic Body Music zich door een harde machinale beat, met de karakteristieke metalige snare op de tweede en vierde tel. De baslijnen zijn snel en staccato. De sfeer is donker en grimmig, en teksten en muziek hebben tegenwoordig een agressieve masculiene uitstraling. Het genre heeft voornamelijk aanhang onder liefhebbers van industrial, gothic en cybergothic. De populariteit is de laatste jaren wereldwijd aan het groeien.

## Geschiedenis

### Het begin
Algemeen wordt de Duitse formatie Deutsch Amerikanische Freundschaft (DAF) als eerste echte EBM-band beschouwd. In een interview destijds noemden de bandleden hun muziek "Elektronische Körpermusik". Hun single "Kebabträume" geldt als de eerste EBM-plaat. Een jaar later (1982) zouden ze een grote hit scoren met "Der Mussolini" wat binnen het EBM- en new wave-genre nog steeds geldt als een grote klassieker.

### Eerste generatie
In België werd begin jaren 80 de formatie Front 242 opgericht. In eerste instantie maakten ze vrij koud klinkende synthpop, maar al snel verzwaarden de beats en sequences, en legden ze de blauwdruk van de EBM zoals in de definitie vast. Al vrij snel kregen ze navolgers, waarvan The Neon Judgement, Skinny Puppy, Front Line Assembly, Nitzer Ebb, A Split-Second, Cat Rapes Dog, Insekt, Vomito Negro de bekendsten werden. Front 242 bleef echter wel de belangrijkste band in het genre, en verkocht wereldwijd zelfs een half miljoen exemplaren van hun vierde album "Front By Front", wat de band tot een van de succesvolste Belgische formaties ooit maakte.
Gedurende de jaren 80 beheerste EBM de dansvloeren in de jongerencentra en de clubs. Dit zou pas veranderen in het begin van de jaren 90 met de opkomst van techno en house. In eerste instantie leek het genre opgenomen te worden in de nieuwe dansstijlen, maar werd al gauw minder relevant voor de nieuwe dansmuziek, door de teutoonse ritmes, die verstoken waren van de funk en groove die techno en house wel bezaten. Ook de agressiviteit en masculiene militaristische uitstraling van de EBM pasten niet in de hedonistische en vriendelijker housecultuur.

### De underground van de jaren 90
Hoewel minder relevant, verdween het genre niet. Duitsland heeft altijd positief gestaan tegenover EBM, dus het genre kon zich hier handhaven. De latere bands van de eerste golf bleven hier actief. De EBM uit deze tijd was vooral geconcentreerd op het label Zoth Ommog hetwelk onder andere de bands Leæther Strip, X Marks the Pedwalk, Armageddon Dildos en Mentallo and the Fixer onder contract had staan. Deze bands, en dan vooral Leæther Strip legden de basis voor wat in de 21ste eeuw Darkelectro zou heten. Ook de zeer populaire act Wumpscut van de Duitser Rudy Ratzinger begon in deze tijd.
Deze tijd kenmerkte zich ook door de opkomst van meer dramatische EBM-acts, met sterke gothic-invloeden. Calva y Nada, yelworC, en Das Ich zijn wel de bekendsten hiervan. Ook de projecten van Chris Pohl kunnen hieronder geschaard worden, hoewel die later verschoven naar meer metal-georiënteerd (Terminal Choice), of juist meer gothic (Blutengel).

### Tweede generatie
De effectieve manier om sterke ritmes te maken zoals binnen de techno was aan de EBM-makers niet voorbijgegaan. Langzamerhand werden deze technieken binnen de EBM geïntegreerd. De bands Covenant, VNV Nation en Suicide Commando braken al snel door met hun krachtige EBM gedurende de tweede helft van de jaren 90. Hun voorbeeld gaf weer aanleiding tot een grote golf aan nieuwe acts, zoals dat ook gebeurde in de eerste generatie. Het genre verbreedde zich ook, door meer te crossoveren met trance en synthpop, wat leidde tot het ontstaan van Futurepop. Ook keken veel bands goed naar het verleden, en ontdekten de rauwe en agressieve EBM van de Zoth ommog-stal, en dan vooral Leæther Strip. De stijl van harde agressieve EBM met vervormde zang en pompende baslijnen staat nu bekend als Darkelectro. Ook wordt er actief gecrossoverd tussen de EBM en de Techno. Dit genre staat bekend als Techno Body Music (Techno Body Music). Een aantal bands keren ook actief terug naar de oude sound van de jaren 80. Deze bands worden aangeduid als old skool EBM, naar analogie van de old-skool hip-hop binnen de rapmuziek.

### EBM in de 21ste eeuw
Het genre kent een stijgende populariteit. Vooral door de zeer effectieve beat is het genre goed geschikt als muziek voor feesten en clubs waar de sfeer gerust wat duisterder mag zijn. Ook de opkomst van Electro en Electroclash maakten het genre salonfähiger. Binnen Duitsland is het genre een van de leidende soorten dansmuziek met grote clubs en feesten. Ook buiten Duitsland kennen veel landen actieve scenes. Opvallend is ook de populariteit in Zuid- en Midden-Amerikaanse landen.

## EBM in Nederland
Hoewel het genre in de Nederlandse muziekpers wordt doodgezwegen, is er een actieve scène, en kent Nederland zelfs enkele internationaal gerespecteerde EBM-acts. Al in de jaren 80 waren er de bands Swains en The Force Dimension die zelfs enkele albums uitbrachten op het Belgische EBM-label KK records. Ook moet de Haagse band Image transmission genoemd worden, die gedurende de jaren 90 enkele albums uitbracht in Duitsland, en daar behoorlijk populair waren. Sinds kort is deze band weer actief geworden.
Momenteel wordt Nederland op EBM-gebied vertegenwoordigd door het Rotterdamse Angels & Agony, het Haagse Grendel en het Amsterdams Contrast. De beide eerstgenoemde bands zijn zeer populair in de internationale EBM-scène.
In Nederland zijn of waren ook enkele feesten waarop EBM te horen is. De belangrijkste zijn:
- De Nieuwe Nor " Heerlen
- Cyberia in Tivoli de Helling, Utrecht
- Obscura in de Oefenbunker, Langraaf
- Obscura LIVE in de Muziekgieterij, Maastricht
- Downward Spiral in Baroeg, Rotterdam
- Area51 in Waterfront, Rotterdam
- Freitag in LVC, Leiden
- Syndrome in Effenaar, Eindhoven
- I am darkness in 013, Tilburg
- Unterwelt (wisselende locaties), Den Helder
- Tyranny of the Beat in De Tagrijn, Hilversum.
- Achtung Alto! in Paradiso, Amsterdam

Ook zijn er diverse kleinere feesten.

## Bands

### Eerste generatie
| - A Split Second - Armageddon Dildos - Cat Rapes Dog - DAF - Die Krupps | - Front 242 - Front Line Assembly - Klinik - Leæther Strip - Liaisons Dangereuses | - Nitzer Ebb - Skinny Puppy - The Neon Judgement - X Marks the Pedwalk |

### Tussenperiode
- Calva y nada
- Plastic Noise Experience
- Panic on the Titanic
- Yelworc
- Das Ich
- GGFH
- Image transmission
- yelworC
- Placebo Effect
- PP?
- Titan
- Abortive Gasp

### Tweede generatie
| - Combichrist - Covenant - Davantage - Darkmen - Dawn of Ashes - NTRSN | - Feindflug - Flesh Field - God module - Grendel - Hocico - Jäger 90 | - Grosstracktor - Icon of coil - Ionic vision - Spetsnaz - Suicide Commando - Tamtrum | - Terence Fixmer - Transgressor - Unter null - Violent entity - VNV Nation - Apoptygma Berzerk |